# Stanisław Gąsienica Sieczka

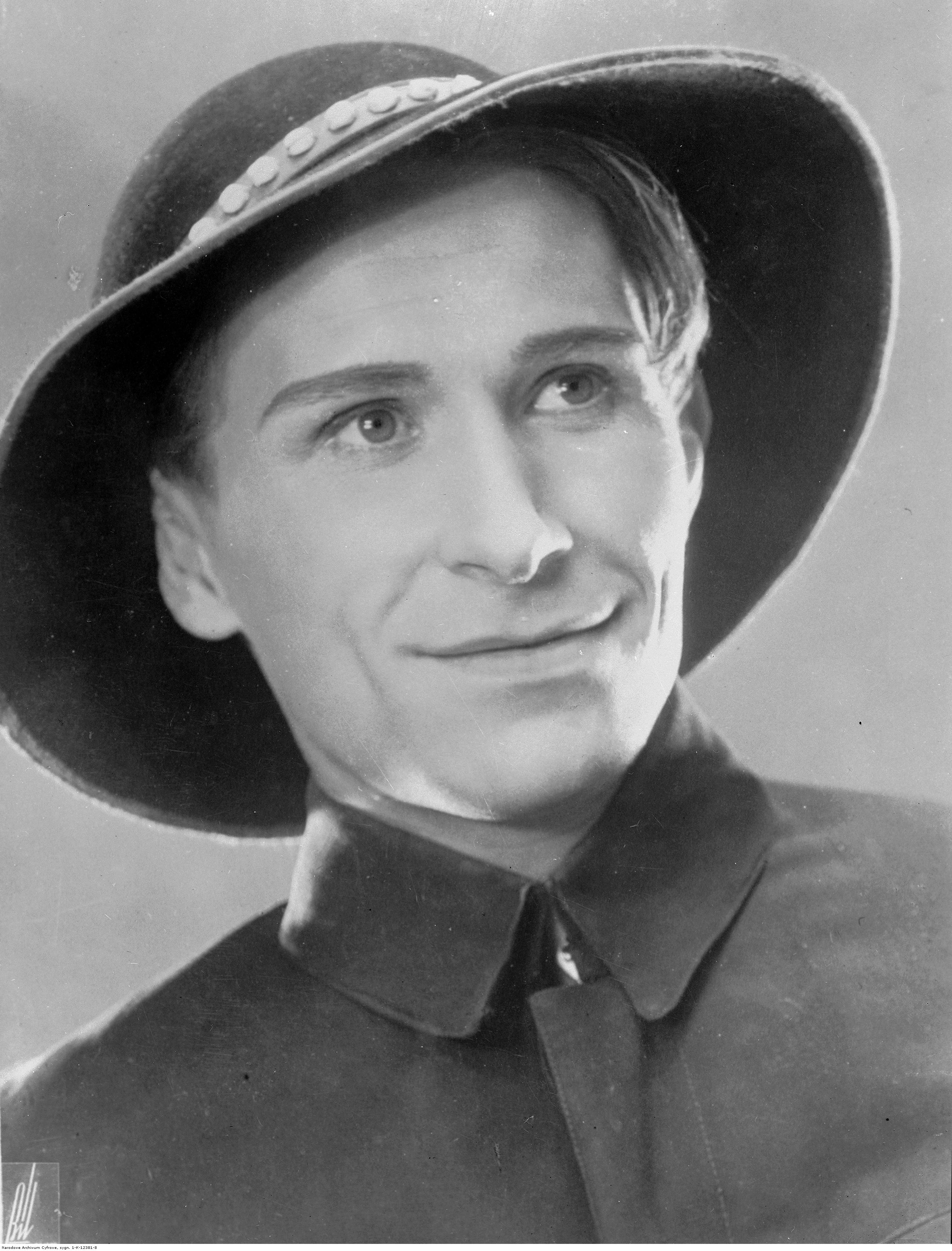
Stanisław Gąsienica-Sieczka

Stanisław Gąsienica Sieczka född 24 oktober 1904 i Zakopane, Polen, död 10 oktober 1975 i Zakopane var en polsk backhoppare. Han var med i de Olympiska vinterspelen i Sankt Moritz 1928 i backhoppning där han kom på 23:e plats. Även hans son, Roman Gąsienica Sieczka var backhoppare och tävlade i olympiska vinterspelen i Cortina d'Ampezzo.